# Armadilló-gyík
Az Armadilló-gyík vagy páncélos tobzosfarkúgyík (Cordylus cataphractus) a hüllők (Reptilia) a pikkelyes hüllők (Squamata) rendjébe és a tobzosfarkúgyík-félék (Cordylidae) családjába tartozó faj.

## Előfordulása
Dél-Afrika nyugati és Namíbia déli része. Élőhelyét a sziklakibúvásos száraz bozótosok alkotják.

## Megjelenése
Testhossza 16-21 centiméter. Világosbarna színű, zömök testű gyík. Törzsét és farkát nagy, erősen ormós, tüskés, egymást jellegzetesen átfedő pikkelyek fedik.

## Életmódja
Nappal aktív, ízeltlábúakkal táplálkozik. Védekezésként hasoldala felé összetekeredik, hasát tüskés farkával takarja el.

## Szaporodás
Elevenszülő, 1-2 ivadéka van. 